# Relations entre le Brésil et la Namibie
Les relations entre le Brésil et la Namibie sont les relations extérieures entre la république fédérative du Brésil et la république de Namibie.

## Histoire
Le Brésil et la Namibie ont établi des relations diplomatiques en 1990, au moment de l'indépendance de cette dernière. Les deux pays sont membres de l'Organisation des Nations unies et du Groupe des 77.